# Stanisław Wyspiański

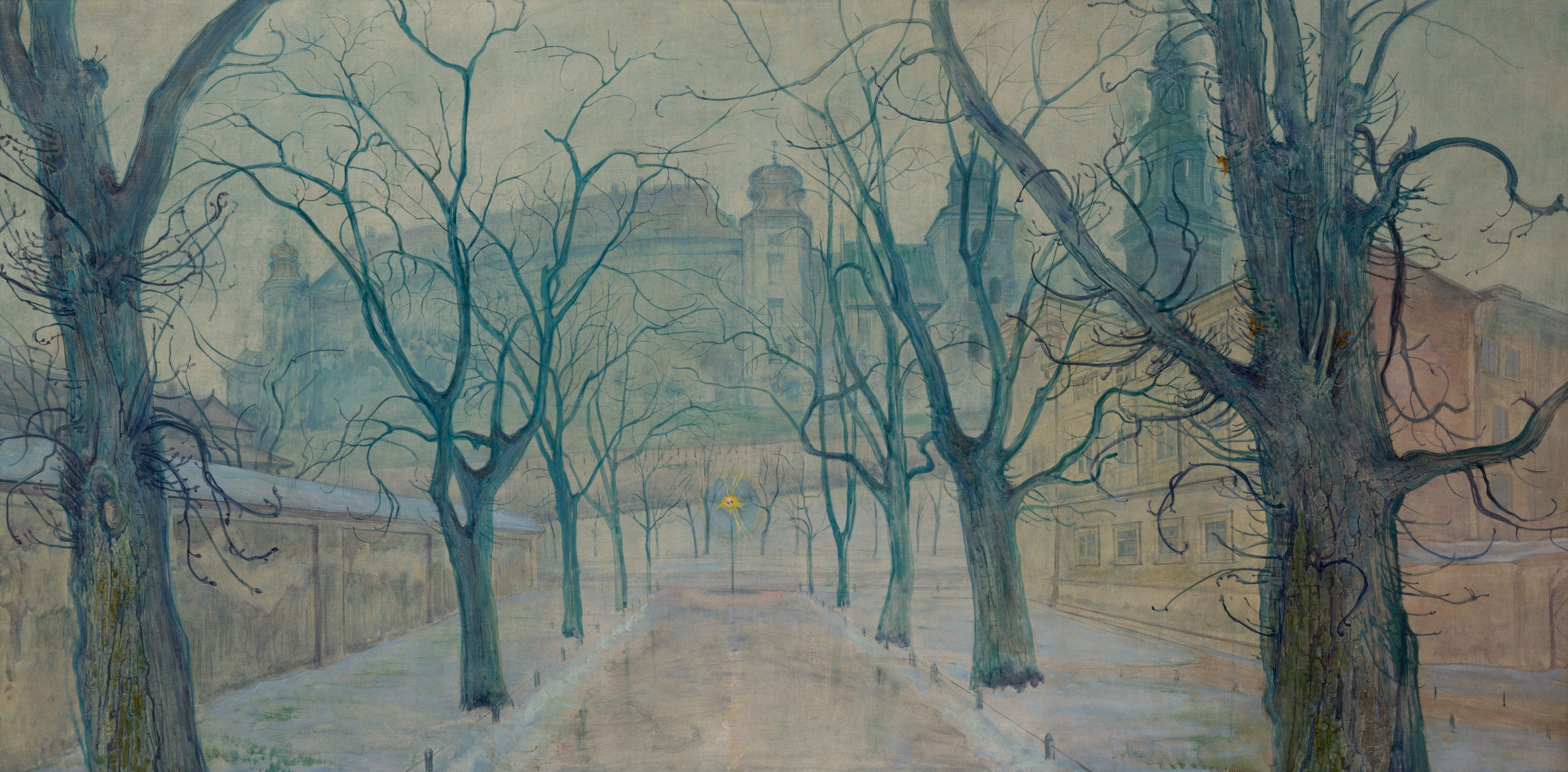
Planty Park at Dawn, 1894

Stanisław Mateusz Ignacy Wyspiański (Cracóvia, 15 de janeiro de 1869 - Cracóvia, 28 de novembro de 1907) foi um dramaturgo, designer, pintor e poeta lírico da Polônia.
Sua obra tem caráter nacionalista, e foi de grande importância para o movimento Jovem Polônia. Foi um dos mais versáteis artistas de sua geração, unindo temas históricos, nacionalistas e folclóricos com elementos do Modernismo. Viajou muito pela Europa e sua estadia em Paris foi especialmente fecunda para a sua produção. Foi professor na Academia de Belas Artes de Cracóvia. Sua casa em Cracóvia foi transformada em museu, e é considerado um dos quatro bardos nacionais da Polônia.

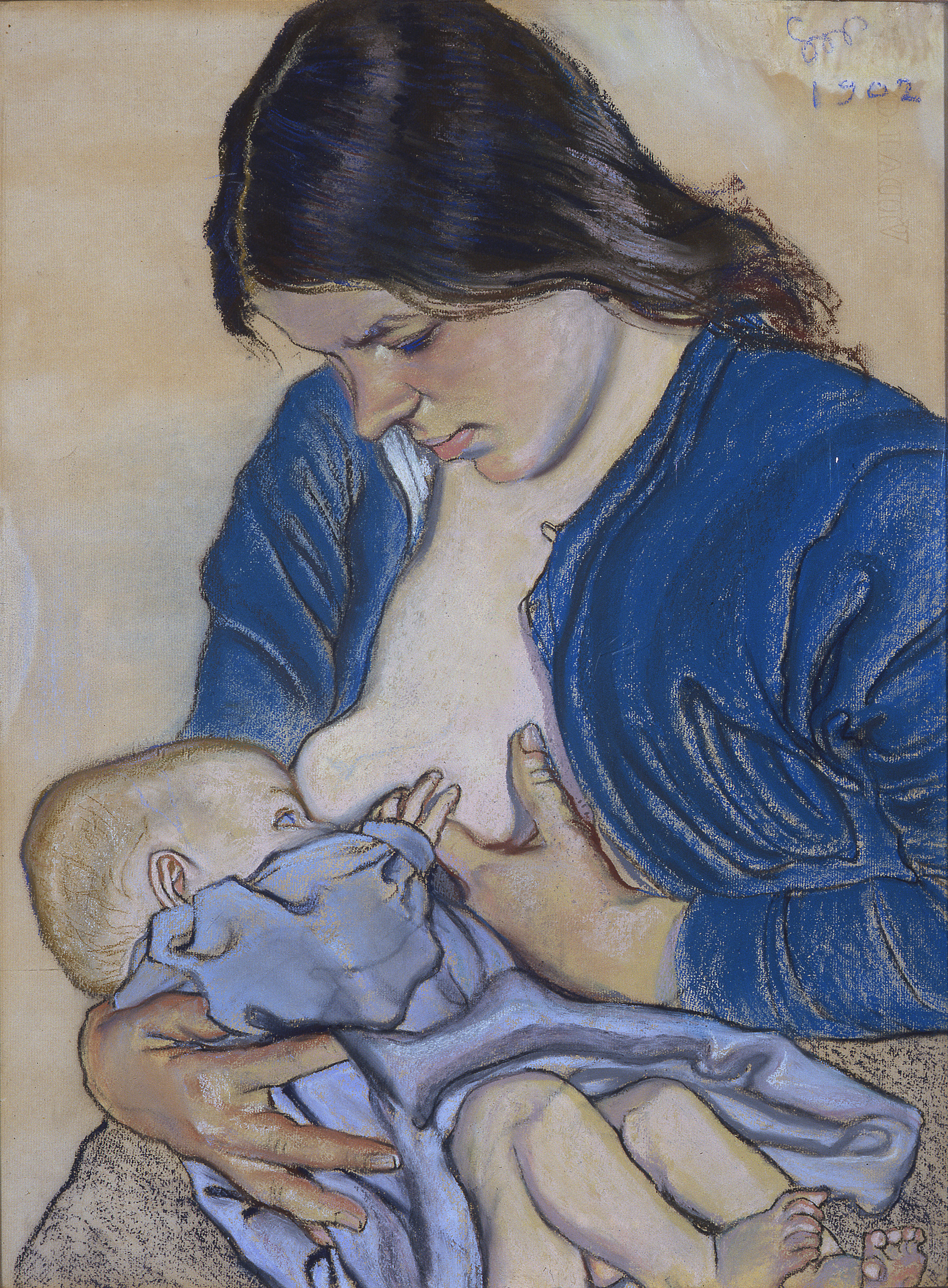
Maternidade, 1905

## Criatividade
A produção artística de Wyspiański é muito eclética. Entre dramas e poesia, há vistas da Cracóvia (desenhos, cadernos, pinturas a óleo, desenhos em pastel), retratos e autorretratos, desenhos de vitrais e pinturas, ilustrações, artes gráficas e desenhos para móveis e interiores e desenvolvimento de Wawel.
Desenhos, como seu autorretrato de 1890 e rascunhos de suas viagens pela Europa e Polônia, estão entre as obras mais conhecidas de Wyspiański. Mais tarde, ele criou um herbário desenhando plantas. No entanto, ele costumava usar técnicas de pastel suave; seus primeiros desenhos em pastel foram produzidos entre 1890 e 1894. Eles apresentam principalmente a família do artista, amigos e outros artistas. Wyspiański ansiosamente chamou seus filhos em situações cotidianas, como dormir ou alimentar, incluindo Helenka (1900), desenho pastel, de propriedade do Museu Nacional na Cracóvia; Śpiący Staś (Sleeping Staś) (1902), desenho em pastel, Museu da Silésiaem Katowice; Śpiący Mietek (Sleeping Mietek) (1904), desenho em pastel, Museu de Arte de Łódź; Macierzyństwo (Motherhood) (1905), desenho em pastel, Museu Nacional de Cracóvia; e Żona artysty z synkiem Stasiem (A esposa do artista com seu filho Staś) (1904), desenho em pastel, agora no Museu da Alta Silésia em Bytom.
Usando essa técnica, ele pintou muitos de seus conhecidos e artistas, entre outros Kazimierz Lewandowski, Jacek Malczewski, Eliza Pareńska, a família Kryształowicz, Ludwik Solski, Irena Solska e Jan Stanisławski. Ele pintou paisagens de Cracóvia - o Cracóvia Planty Park com desmans (também pintado a óleo), o rio Vistula Rudawa, chalés em Grębowo e, no final de sua vida, vistas de seu estúdio até o monte Kościuszko. Ele também criou um pôster para Wnętrze (Interior) de Maeterlinck.
Parte de sua produção consiste em vários designs - principalmente vitrais, policromos e interiores. Stanisław Wyspiański e Józef Mehoffer projetaram 36 vitrais juntos para a Igreja Mariacki em Cracóvia, a fim de ajudar Matejko na conservação da igreja com a qual ele estava envolvido desde 1889. Durante sua estada em Paris, os dois fizeram duas caixas para a competição da Decoração do Salão Rudolfinum Design em Praga e designs de cortinas para o Teatro Juliusz Słowacki em Cracóvia. No entanto, o próprio Wyspiański projetou vitrais epolicromos para a Igreja Franciscana em Cracóvia (com o famoso vitral Stań się ), vitrais retratando Santo Estanislau, Kazimierz o Grande e Henryk Pobożny para a Catedral de Wawel (não executado até 2005-2007 no Pavilhão Wyspiański 2000), o design de um showroom da Sociedade de Belas Artes (1904), e escadas e decoração de salões para a Sociedade Médica. Em 1905, Wyspiański e Władysław Ekielski projetaram um esquema para a reconstrução da Colina Wawel (a chamada Acrópole).

## Principais peças de teatro
- Warszawianka (hino varsoviano) (1898)
- Klątwa (1899)
- Protesilas i Leodamia (1899)
- Meleager (1899)
- Legião (1900)
- Wesele (o casamento) (1901)
- Wyzwolenie (Libertação) (1903)
- Weimar 1829 (fragmento, 1904)
- Noc listopadowa (noite de novembro) (1904)
- Acrópole (1904)
- Skałka (1907)
- Powrót Odysa (Retorno de Odysseus) (1907)
- Zygmunt agosto (1907 - inacabado)

## Pinturas selecionada

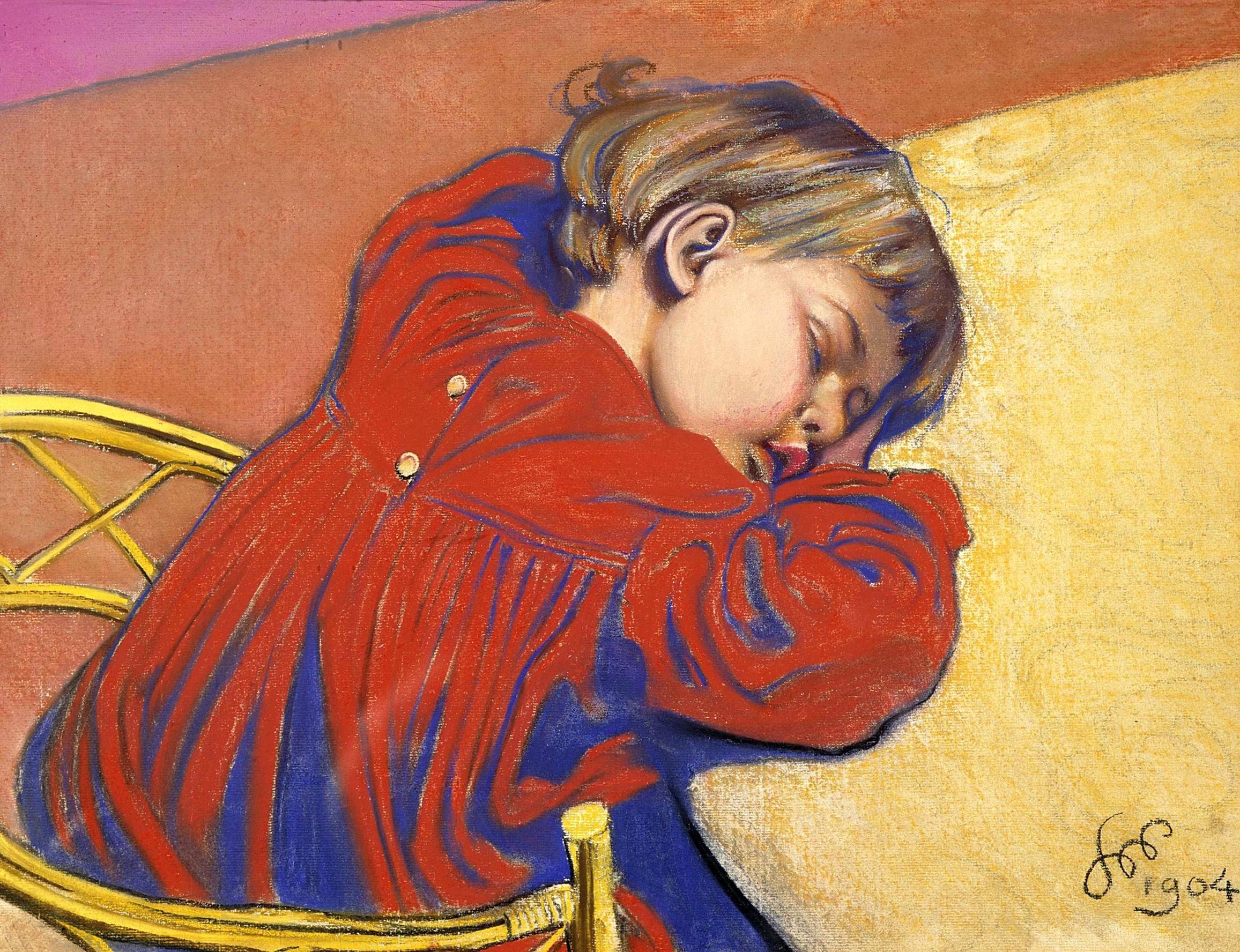
Wyspiański, 1904
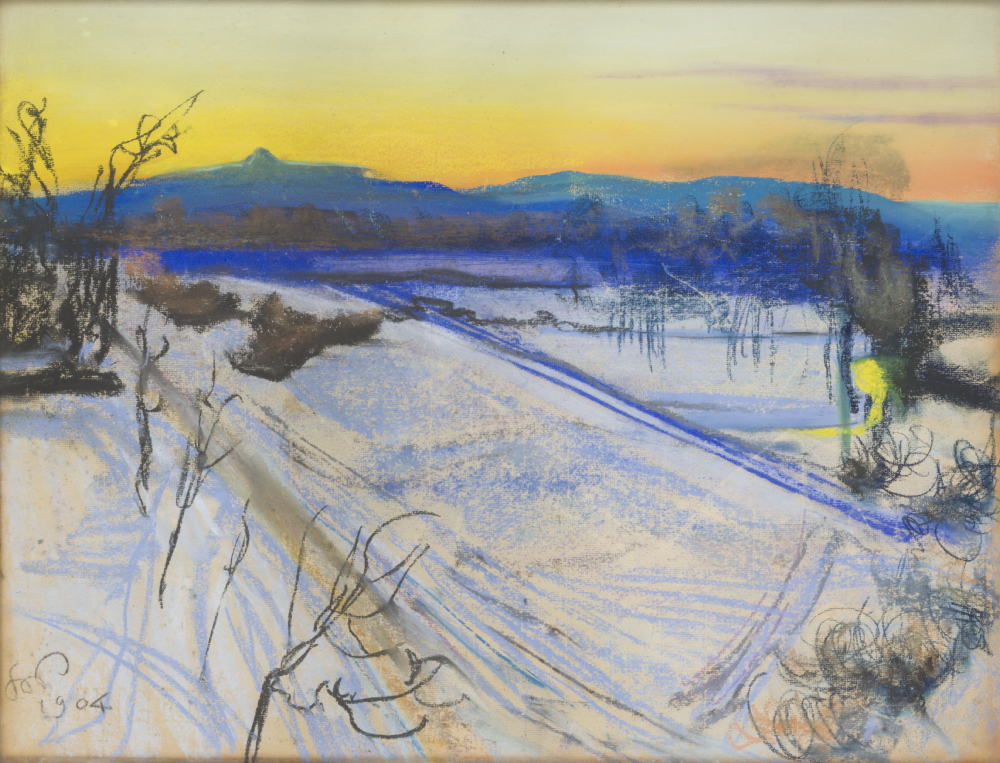
Wyspiański, vista do monte Kościuszko, 1904
Wyspiański, Maternidade, 1905
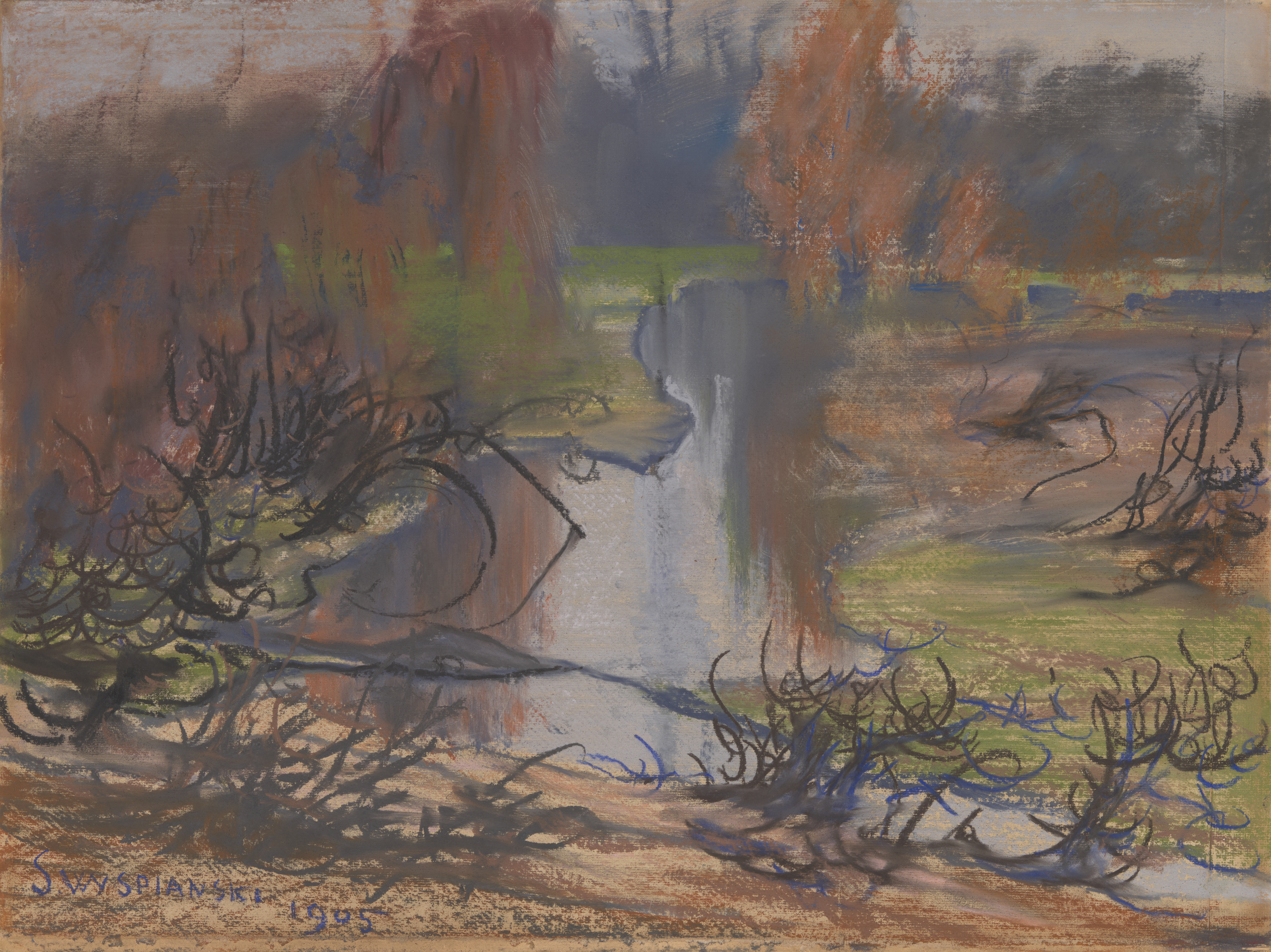
Wyspiański, rio Rudawa

## Museu Wyspiański e monumentos em sua homenagem
O Museu Stanisław Wyspiański em Cracóvia está localizado no prédio residencial Szołayski, construído no século XVII. É uma divisão do Museu Nacional de Cracóvia, também conhecido como Museu Szołayski. Na Praça de Todos os Santos, o Wyspiański 2000 Information Exhibition Pavilion é um raro exemplo de arquitetura contemporânea na Cidade Velha, com três dos vitrais de Wyspiański.
Em 1996, uma placa de Stanisław Wyspiański foi revelada no Hotel Nordbahn (desde 2008 Austria Classic Hotel Wien) em Praterstraße 72 em Viena de Leopoldstadt, em comemoração ao 50º aniversário da Österreichisch-Polnische Gesellschaft (Austrian-Polish Society) e recidivos estadias de Wyspianski em o hotel, onde, entre outras coisas, escreveu seu fragmento dramático alemão "Weimar 1829" no verão de 1904.

Em frente ao novo prédio do Museu Nacional em Cracóvia, na rua 3-go Maja, há um monumento a Stanisław Wyspiański. 2007 foi nomeado o Ano de Stanisław Wyspiański pelo Sejm polonês.